# Copa das Ligas de 2024 – Fase final
A fase de final das Copa das Ligas de 2024 é uma fase eliminatória que disputa por rodadas eliminatórias com jogos único em sede específicas, de acordo com MLS, Femexfut e CONCACAF, para definir as três equipes na Copa dos Campeões da CONCACAF de 2025.

## Formato
Após a Fase de Grupos, as trinta equipes avançadas serão acompanhadas pelos campeões da LIGA MX e da MLS Cup  Columbus Crew e Club America, respectivamente, e serão colocadas em uma chave fixa para competir nas Rodadas Eliminatórias de jogo único, começando com as Rodadas de trinta e dois com dezesseis partidas, seguidas pelas Oitavas de final de oito partidas. As oito equipes avançadas competirão nas Quartas de Final com quatro partidas antes das duas partidas da Semifinal. O Terceiro Lugar e a Final da Copa das Ligas 2024 determinarão os três clubes qualificados para a Copa dos Campeões da CONCACAF de 2025.
Chaveamento oficial na Copa das Ligas

## Rodada 32

### Los Angeles FC x Austin FC
| 7 de agosto de 2024 | Los Angeles FC             | 2 – 0       | Austin FC | BMO Stadium Los Angeles                  |
| 19:30 (UTC−7)       | Bouanga 11' · Oliveira 61' | Leagues Cup |           | Público: 12 930 Árbitro: EUA Jon Freemon |

| Bandeirinhas: Cory Richardson Chris Elliott Quarto árbitro: Joseph Dickerson Árbitro assistente de vídeo: Daniel Radford |

### Vancouver  Whitecaps x Pumas
| 7 de agosto de 2024 | Vancouver Whitecaps | 0 – 2       | Pumas                      | BC Place Vancouver                             |
| 19:30 (UTC−7)       |                     | Leagues Cup | Huerta 36' · Ruvalcaba 57' | Público: 9 691 Árbitro: MÉX César Arturo Ramos |

| Bandeirinhas: Alberto Morín Méndez Marco Bisguerra Mendiola Quarto árbitro: Jorge Camacho Peregrina Árbitro assistente de vídeo: Érick Miranda |

### Inter Miami x Toronto FC
| 8 de agosto de 2024 | Inter Miami                                     | 4 – 3       | Toronto FC                                            | Chase Stadium Fort Lauderdale                         |
| 19:30 (UTC−4)       | Rojas 3', 59' · Gómez Amarilla 11' · Suárez 20' | Leagues Cup | Insigne 15' (pen), 41' (pen) · James Allen 42' (g.c.) | Público: 10 543 Árbitro: MÉX Adonai Escobedo González |

| Bandeirinhas: Enrique Isaac Bustos Díaz Enedina Caudillo Gómez Quarto árbitro: Alyssa Nichols Árbitro assistente de vídeo: Óscar Mejía García |

### Tigres UANL x Pachuca
| 8 de agosto de 2024 | Tigres UANL | 1 – 0       | Pachuca | Q2 Stadium Austin                                 |
| 20:00 (UTC−5)       | Flores 65'  | Leagues Cup |         | Público: 5 520 Árbitro: GUA Mario Alberto Escobar |

| Bandeirinhas: Luís Aroldo Ventura Humberto Noel Panjoj Chitay Quarto árbitro: Sergio Armando Reyna Moller Árbitro assistente de vídeo: Allen Chapman |

### Seattle Sounders x LA Galaxy
| 8 de agosto de 2024 | Seattle Sounders                   | 3 – 1       | LA Galaxy | Lumen Field Seattle                        |
| 19:30 (UTC−7)       | Gómez 4' · Ragen 7' · Roldán 45+4' | Leagues Cup | Pec 83'   | Público: 17 242 Árbitro: EUA Lukasz Szpala |

| Bandeirinhas: Felisha Mariscal Kyle Atkins Quarto árbitro: Iván Arcides Barton Cisneros Árbitro assistente de vídeo: Edvin Jurisevic |

### San José Earthquakes x Necaxa
| 8 de agosto de 2024 | San José Earthquakes                                  | 5 – 0       | Necaxa | Earthquakes Stadium San Jose                          |
| 20:00 (UTC−7)       | Yueill 5' · López 17' · Ebobisse 29', 35' · Marie 88' | Leagues Cup |        | Público: 10 227 Árbitro: ELS Ismael Alexander Cornejo |

| Bandeirinhas: Juan Francisco Zumba Geovany Garcia Quarto árbitro: Melissa Paola Borjas Pastrana Árbitro assistente de vídeo: Daneon Estrado Parchment Tristley Jansen Bassue |

### Cincinnati x Santos Laguna
| 9 de agosto de 2024 | Cincinnati   | 1 – 1       | Santos Laguna | TQL Stadium Cincinnati                                |
| 19:30 (UTC−4)       | Orellano 11' | Leagues Cup | Lozano 5'     | Público: 18 014 Árbitro: MÉX Víctor Cáceres Hernández |

|                                                |       | Penalidades                                           |  |
| Santos Gomes Acosta Kelsy Orellano Baird Bucha | 6 – 5 | López Vargas Villalba Amione Núñez Nevada Lara Macías |  |

| Bandeirinhas: Leonardo Javier Henrique Antonio Pupiro Quarto árbitro: Lizzet Amairany García Olvera Árbitro assistente de vídeo: Diana Stephanía Pérez Borja |

### Columbus Crew x Sporting Kansas City
| 9 de agosto de 2024 | Columbus Crew                                     | 4 – 0       | Sporting Kansas City | Lower.com Field Columbus                                 |
| 19:30 (UTC−4)       | Rossi 44', 57' · Lytelle Jones 77' · Chambost 79' | Leagues Cup |                      | Público: 20 397 Árbitro: COS Juan Gabriel Calderón Pérez |

| Bandeirinhas: William Andrés Arrieta Barrantes William Uriel Chow Barrios Quarto árbitro: Marianela Araya Árbitro assistente de vídeo: Ricardo Montero |

### D.C. United x Mazatlán
| 9 de agosto de 2024 | D.C. United | 1 – 2       | Mazatlán                 | Audi Field Washington D.C.                       |
| 19:30 (UTC−4)       | Klich 74'   | Leagues Cup | Bárcenas 34' · Rubio 43' | Público: 8 808 Árbitro: HON Selvin Antonio Brown |

| Bandeirinhas: Gerson Orellana Iroots Elmore Appleton Quarto árbitro: José Fuentes Godinez Árbitro assistente de vídeo: Benjamín Pineda Ávila |

### New England  Revolution x New York City
| 9 de agosto de 2024 | New England Revolution | 1 – 1       | New York City              | Gillette Stadium Foxborough                   |
| 19:30 (UTC−4)       | Wood 40'               | Leagues Cup | Rodríguez Molina 35' (pen) | Público: 7 267 Árbitro: GUA Julio Luna Guzmán |

|                                                    |       | Penalidades                                                    |  |
| Panayotou McNamara Kaye Polster Harkes Arreaga Bye | 6 – 7 | Fernández Martínez Haak Martins Moralez Sands Rodríguez Molina |  |

| Bandeirinhas: Juan Daniel Tipaz Mazariegos Cristiano Alvarado Quarto árbitro: Walter Alexander López Castellanos Árbitro assistente de vídeo: Joseph Dickerson |

### Orlando City x Cruz Azul
| 9 de agosto de 2024 | Orlando City | 0 – 0       | Cruz Azul | Inter&Co Stadium Orlando                               |
| 19:30 (UTC−4)       |              | Leagues Cup |           | Público: 17 057 Árbitro: MÉX Fernando Guerrero Ramírez |

|                                                   |       | Penalidades                                 |  |
| Þórhallsson Jansson Lodeiro Muriel McGuire Torres | 4 – 5 | Antuna Rivero Montaño Ditta Piovi Sepúlveda |  |

| Bandeirinhas: Michel Ricardo Espinoza David Jonathan Morán Santos Quarto árbitro: Nelson Alcídes Salgado Trujillo Árbitro assistente de vídeo: Érick Miranda |

### Philadelphia Union x CF Montréal
| 9 de agosto de 2024 | Philadelphia Union  | 2 – 0       | CF Montréal | Subaru Park Pensilvânia                             |
| 19:30 (UTC−4)       | Baribo 45+1', 90+6' | Leagues Cup |             | Público: 7 214 Árbitro: MÉX Daniel Quintero Huitrón |

| Bandeirinhas: Jorge Antonio Sánchez Christian Kiabek Espinosa Quarto árbitro: Marco Antonio Ortiz Árbitro assistente de vídeo: Luis Santander Aguirre |

### S.Louis City SC x Portland Timbers
| 9 de agosto de 2024 | St. Louis City SC                      | 3 – 1       | Portland Timbers  | Citypark St. Louis                               |
| 19:30 (UTC−5)       | Teuchert 51' · Hartel 83' · Becher 88' | Leagues Cup | Nicolás Bravo 54' | Público: 10 833 Árbitro: CAN Pierre-Luc Lauzière |

| Bandeirinhas: Stefan Tanaka-Freundt Jeremy Kieso Quarto árbitro: Christopher Mason Árbitro assistente de vídeo: Allen Chapman |

### Toluca x Houston Dynamo
| 9 de agosto de 2024 | Toluca                        | 2 – 2       | Houston Dynamo         | Shell Energy Stadium Houston                |
| 19:30 (UTC−5)       | Angulo 39' · Iván López 90+6' | Leagues Cup | Ponce 41' · Micael 62' | Público: 13 053 Árbitro: EUA Rubiel Vázquez |

|                                            |       | Penalidades                                            |  |
| Volpi Morales Paulinho Gallardo Iván López | 5 – 4 | Dorsey Kowalczyk Sebastián Ferreira Ennali Sviatchenko |  |

| Bandeirinhas: Nick Uranga Shirley Susana Perello López Quarto árbitro: Bryan Hamed López Castellanos Árbitro assistente de vídeo: José Carlos Rivero |

### Juárez x Colorado Rapids
| 9 de agosto de 2024 | Juárez                           | 2 – 3       | Colorado Rapids                                        | Dick's Sporting Goods Park Commerce City |
| 19:30 (UTC−6)       | Zaldívar 18' · Hurtado 71' (pen) | Leagues Cup | Jonathan Lewis 28' · Mihailovic 28' (pen) · Harris 59' | Árbitro: EUA Armando Villarreal          |

| Bandeirinhas: Cameron Blanchard Helpys Raymundo Feliz Cuevas Quarto árbitro: Randy Encarnación Solano Árbitro assistente de vídeo: Daniel Radford |

### América x Atlas
| 9 de agosto de 2024 | América                  | 2 – 1       | Atlas      | Snapdragon Stadium San Diego                       |
| 19:00 (UTC−7)       | Sánchez 20' · Martín 73' | Leagues Cup | Lozano 59' | Público: 21 311 Árbitro: JAM Oshane Anthony Nation |

| Bandeirinhas: Caleb Wales Ojay Johane Duhaney Quarto árbitro: Steffon Sean Dewar Árbitro assistente de vídeo: Edvin Jurisevic |

## Oitavas de final

### Seattle Sounders x Pumas
| 12 de agosto de 2024 | Seattle Sounders                                          | 4 – 0       | Pumas | Lumen Field Seattle                           |
| 19:30 (UTC−7)        | Rothrock 32' · Morris 58', 90+5' (pen) · Rusnák 71' (pen) | Leagues Cup |       | Público: 23 189 Árbitro: EUA Joseph Dickerson |

| Bandeirinhas: Nick Uranga Chris Elliott Quarto árbitro: Jon Freemon Árbitro assistente de vídeo: Daniel Radford Ricardo Montero |

### Cincinnati x Philadelphia Union
| 13 de agosto de 2024 | Cincinnati             | 2 – 4       | Philadelphia Union                        | TQL Stadium Cincinnati                      |
| 19:30 (UTC−4)        | Bucha 66' · Yedlin 80' | Leagues Cup | Uhre 51' · Baribo 61', 81' · Sullivan 84' | Público: 15 710 Árbitro: EUA Rubiel Vazquez |

| Bandeirinhas: Kyle Atkins Cory Richardson Quarto árbitro: Jose Ignacio Fuentes Godinez Árbitro assistente de vídeo: Edvin Jurisevic Tristley Jansen Bassue |

### Columbus Crew x Inter Miami
| 13 de agosto de 2024 | Columbus Crew                | 3 – 2       | Inter Miami                    | Lower.com Field Columbus                                  |
| 19:30 (UTC−4)        | Ramirez 67' · Rossi 69', 80' | Leagues Cup | Rojas 10' · Gómez Amarilla 62' | Público: 14 031 Árbitro: ELS Iván Arcides Barton Cisneros |

| Bandeirinhas: David Jonathan Morán Henri Antonio Pupiro Quarto árbitro: Ismael Alexander Cornejo Meléndez Árbitro assistente de vídeo: Allen Chapman Ekaterina Koroleva |

### Cruz Azul x Mazatlán
| 13 de agosto de 2024 | Cruz Azul                | 2 – 2       | Mazatlán                    | Audi Field Washington, D.C          |
| 20:00 (UTC−4)        | Antuna 84' · Ditta 90+1' | Leagues Cup | Colula 40' · Bárcenas 45+1' | Árbitro: MÉX Luis Enrique Santander |

|                                  |       | Penalidades                       |  |
| Antuna Rotondi Ditta Giakoumakis | 1 – 3 | Bárcenas Colula Torres Villanueva |  |

| Bandeirinhas: Leonardo Javier Castillo Humberto Panjoj Quarto árbitro: Lizzet Amairany García Olvera Árbitro assistente de vídeo: Benjamín Pineda |

### Tigres UANL x New York City
| 13 de agosto de 2024 | Tigres UANL | 1 – 2       | New York City                      | Red Bull Arena Harrison                        |
| 20:00 (UTC−4)        | Pizarro 18' | Leagues Cup | Moralez 20' · Rodríguez Molina 65' | Árbitro: COS Keylor Antonio Herrera Villalobos |

| Bandeirinhas: William Uriel Chow Barrios Víctor Ramírez Quarto árbitro: Joshua David Ugalde Aguilar Árbitro assistente de vídeo: Ricardo Montero |

### Toluca x Colorado Rapids
| 13 de agosto de 2024 | Toluca       | 1 – 2       | Colorado Rapids          | Dick's Sporting Goods Park Commerce City                       |
| 20:00 (UTC−6)        | Paulinho 83' | Leagues Cup | Navarro 45' · Yapi 90+6' | Público: 9 742 Árbitro: GUA Walter Alexander López Castellanos |

| Bandeirinhas: Keytzel Raul Corrales Mojica Helpys Raymundo Feliz Cuevas Quarto árbitro: Sérgio Armando Reyna Moller Árbitro assistente de vídeo: Óscar Mejía García |

### América x St. Louis City SC
| 13 de agosto de 2024 | América                                               | 4 – 2       | St. Louis City SC              | Dignity Health Sports Park Carson                |
| 19:30 (UTC−7)        | Rodríguez 15', 86' (pen) · Valdés 79' · Aguirre 90+8' | Leagues Cup | Vassilev 49' · Löwen 55' (pen) | Público: 11 553 Árbitro: MÉX Marco Antonio Ortiz |

| Bandeirinhas: Christian Kiabek Espinosa Zavala Jorge Antonio Sánchez Quarto árbitro: Adonai Escobedo González Árbitro assistente de vídeo: Érick Miranda |

### Los Angeles FC x San José Earthquakes
| 13 de agosto de 2024 | Los Angeles FC                                    | 4 – 1       | San José Earthquakes | BMO Stadium Los Angeles                          |
| 19:30 (UTC−7)        | Oliveira 17' · Bouanga 45' (pen) 66' · Bogusz 61' | Leagues Cup | López Muñoz 41'      | Público: 14 911 Árbitro: CAN Pierre-Luc Lauzière |

| Bandeirinhas: Stefan Tanaka-Freundt Jeremy Kieso Quarto árbitro: Lukasz Szpala Árbitro assistente de vídeo: Daneon Estrado Parchment |

## Quartas de final

### Columbus Crew x New York City
| 17 de agosto de 2024 | Columbus Crew | 1 – 1       | New York City       | Lower.com Field Columbus                   |
| 18:00 (UTC−4)        | Hernández 41' | Leagues Cup | Martínez Batista 1' | Público: 14 071 Árbitro: EUA Joe Dickerson |

|                                                        |       | Penalidades                                         |  |
| Camacho Russell-Rowe Rossi Hernández Jones Amaniampong | 4 – 3 | Martins Bakrar Moralez Hoban Sands Rodríguez Molina |  |

| Bandeirinhas: Corey Parker Logan Brown Quarto árbitro: Rubiel Vázquez Árbitro assistente de vídeo: Daniel Radford Edvin Jurisevic |

### Philadelphia Union x Mazatlán
| 17 de agosto de 2024 | Philadelphia Union | 1 – 1       | Mazatlán     | Subaru Park Chester                              |
| 19:30 (UTC−4)        | Uhre 45+3'         | Leagues Cup | Escoboza 59' | Público: 9 336 Árbitro: HON Selvin Antonio Brown |

|                                                  |       | Penalidades                                  |  |
| Martínez Torres Elliott Lowe Adeniran Bueno Áñez | 4 – 3 | Colmán Árciga Torres Escoboza Camacho Lastra |  |

| Bandeirinhas: Gerson Orellana Iroots Elmore Appleton Quarto árbitro: Walter Alexander López Castellanos Árbitro assistente de vídeo: Daneon Estrado Parchment Allen Chapman |

### Seattle Sounders x Los Angeles FC
| 17 de agosto de 2024 | Seattle Sounders | 0 – 3       | Los Angeles FC                              | Lumen Field Seattle                             |
| 17:00 (UTC−7)        |                  | Leagues Cup | Hollingshead 14' · Kamara 25' · Bouanga 53' | Público: 19 643 Árbitro: MÉX César Arturo Ramos |

| Bandeirinhas: Alberto Morín Méndez Marco Antonio Bisguerra Mendiola Quarto árbitro: Enrique Isaac Bustos Díaz Árbitro assistente de vídeo: Érick Miranda Óscar Mejía García |

### América x Colorado Rapids
| 17 agosto de 2024 | América | 0 – 0       | Colorado Rapids | Dignity Health Sports Park Carson                      |
| 19:00 (UTC−7)     |         | Leagues Cup |                 | Público: 22 462 Árbitro: COS Keylor Herrera Villalobos |

| |       | Penalidades                                                                          |  |
| Calderón Del Real Martín Fidalgo Reyes Hernández Vargas Sánchez Ocegueda Espinoza Acosta Cáceres Ramos Malagón Lichnovsky | 8 – 9 | Rosenberry Mihailovic Larraz Bassett Lloyd Vines Navarro Harris Maxsø Steffen Ronana |  |

| Bandeirinhas: William Uriel Chow Barrios Víctor Ramírez Quarto árbitro: Ismael Alexander Cornejo Meléndez Árbitro assistente de vídeo: Ricardo Montero Luis Enrique Santander Aguirre |

## Seminfinal

### Columbus Crew x Philadelphia Union
| 21 de agosto de 2024 | Columbus Crew                  | 3 – 1       | Philadelphia Union | Lower.com Field Columbus                        |
| 19:30 (UTC−4)        | Rossi 12', 43' · Hernández 53' | Leagues Cup | Gazdag 32'         | Público: 12 784 Árbitro: EUA Armando Villarreal |

| Bandeirinhas: Cory Richardson Kyle Atkins Quarto árbitro: Jon Freemon Árbitro assistente de vídeo: Daniel Radford Edvin Jurisevic |

### Los Angeles FC x Colorado Rapids
| 21 de agosto de 2024 | Los Angeles FC                                      | 4 – 0       | Colorado Rapids | BMO Stadium Los Angeles            |
| 19:00 (UTC−7)        | Bogusz 42' · Kamara 45' · Bouanga 59' · O'Brien 75' | Leagues Cup |                 | Árbitro: GUA Mario Alberto Escobar |

| Bandeirinhas: Luis Ventura Humberto Panjoj Quarto árbitro: Bryan Hamed López Castellanos Árbitro assistente de vídeo: José Carlos Rivero Benjamín Pineda Ávila |

## Disputa pelo terceiro lugar
| 25 de agosto de 2024 | Philadelphia Union | 2 – 2       | Colorado Rapids         | Subaru Park Chester                                   |
| 16:30 (UTC−4)        | Baribo 41', 44'    | Leagues Cup | Harris 38' · Larraz 49' | Público: 8 417 Árbitro: MEX Fernando Guerrero Ramírez |

|                              |       | Penalidades                    |  |
| Gazdag Baribo Elliott Mbaizo | 1 – 3 | Mihailovic Bassett Maxsø Ronan |  |

| Bandeirinhas: Michel Ricardo Espinoza Ávalos Leonardo Javier Castillo Rodríguez Quarto árbitro: Víctor Alfonso Cáceres Hernández Árbitro assistente de vídeo: Érick Miranda Óscar Mejía García |

## Final
| 25 de agosto de 2024 | Columbus Crew                             | 3 – 1       | Los Angeles FC | Lower.com Field Columbus                           |
| 19:15 (UTC−4)        | Hernández 45', 90+2' · Russell-Rowe 90+4' | Leagues Cup | Giroud 57'     | Público: 20 190 Árbitro: JAM Oshane Anthony Nation |

| Bandeirinhas: Caleb Wales Ojay Duhaney Quarto árbitro: César Arturo Ramos Árbitro assistente de vídeo: Edvin Jurisevic Alan Chapman |